# Los osos mañosos
CB Bears (conocida también como Los Osos Mañosos) fue una serie de cortos de 60 minutos transmitido por primera vez por el bloque Saturday Morning Cartoon de NBC. Producido por Hanna-Barbera, salió al aire del 10 de septiembre al 3 de diciembre de 1977. Lo contiene siguiendo a un segmento de caricaturas:
- CB Bears (Los Osos Mañosos)
- Blast-Off Buzzard (El Buitre Salitre y Piernas Locas)
- Heyyy, It's the King (Heyyy, es el Rey)
- Posse Impossible (El comisario Tiro Súbito y su Pelotón Imposible)
- Shake, Rattle & Roll (Gusto, Susto y Disgusto)
- Undercover Elephant (El Elefagente Secreto)

## Argumento de Los osos mañosos
Hustle (Sagaz), Boogie (Tristón) y Bump (Osado) son un trío de osos detectives disfrazados de recolectores de basura. Ellos viajan por todo el mundo para resolver misterios en un camión de basura de apariencia destartalada, pero con varios accesorios. Una voz de mujer sensual llamada Charlie (nunca se revela su identidad) entra en contacto con los osos en la radio de la camioneta para asignarles diferentes casos. El nombre CB Bears en inglés surge por el acortamiento de Civil Broadcast (banda civil), medio por el cual recibían sus misiones.
Este show fue inspirado por la exitosa serie de televisión Los Ángeles de Charlie (Osado llevaba un peinado rubio similar a Farrah Fawcett). Cada uno de los nombres de los osos en inglés se basan en un baile de discoteca de los años 1970. Las personalidades de los osos fueron tomadas de otra serie llamada Help!... It's the Hair Bear Bunch! (Los osos revoltosos), producida por la misma Hanna-Barbera en 1971.

### Personajes
- Hustle (Sagaz): De apariencia regordeta y estatura media, Sagaz es el mecánico y líder del grupo. Usa una chaqueta verde y un sombrero de ala. Es quien inventa los artilugios, repara el camión y plantea las estrategias para resolver los casos.

- Boogie (Tristón): Es bajito y de personalidad alegre y serena. Usa un gorro de frío, chaqueta y botas moradas.

- Bump (Osado): Es el más alto de los osos, usa una camiseta roja con el logo CB (CB Bears) en un círculo amarillo, pelo rubio ensortijado y una tapa de bote de basura como sombrero. Es quien usualmente conduce el camión. A diferencia de su nombre, es bastante timorato y desconfiado.

- Charlie: La agente encubierta que les asigna los casos a los osos mañosos. Por contraposición a Los Ángeles de Charlie, donde quien daba las órdenes era un hombre, aquí es una voz de mujer sensual, similar a la de Farrah Fawcett.

- Datos: Q864219